# Acanthurus guttatus
Espèce
Synonymes
- Harpurus guttatus Forster, 1801

Statut de conservation UICN

 LC  : Préoccupation mineure
Le Chirurgien-pintade (Acanthurus guttatus) est une espèce de poissons marins appartenant à la famille des Acanthuridae. Il est également appelé chirurgien moucheté ou chirurgien pointillé.
L'espèce mesure jusqu'à 26 cm.

## Alimentation
Il se nourrit d'algues notamment des genres Calothrix, Microloeus et Jania.

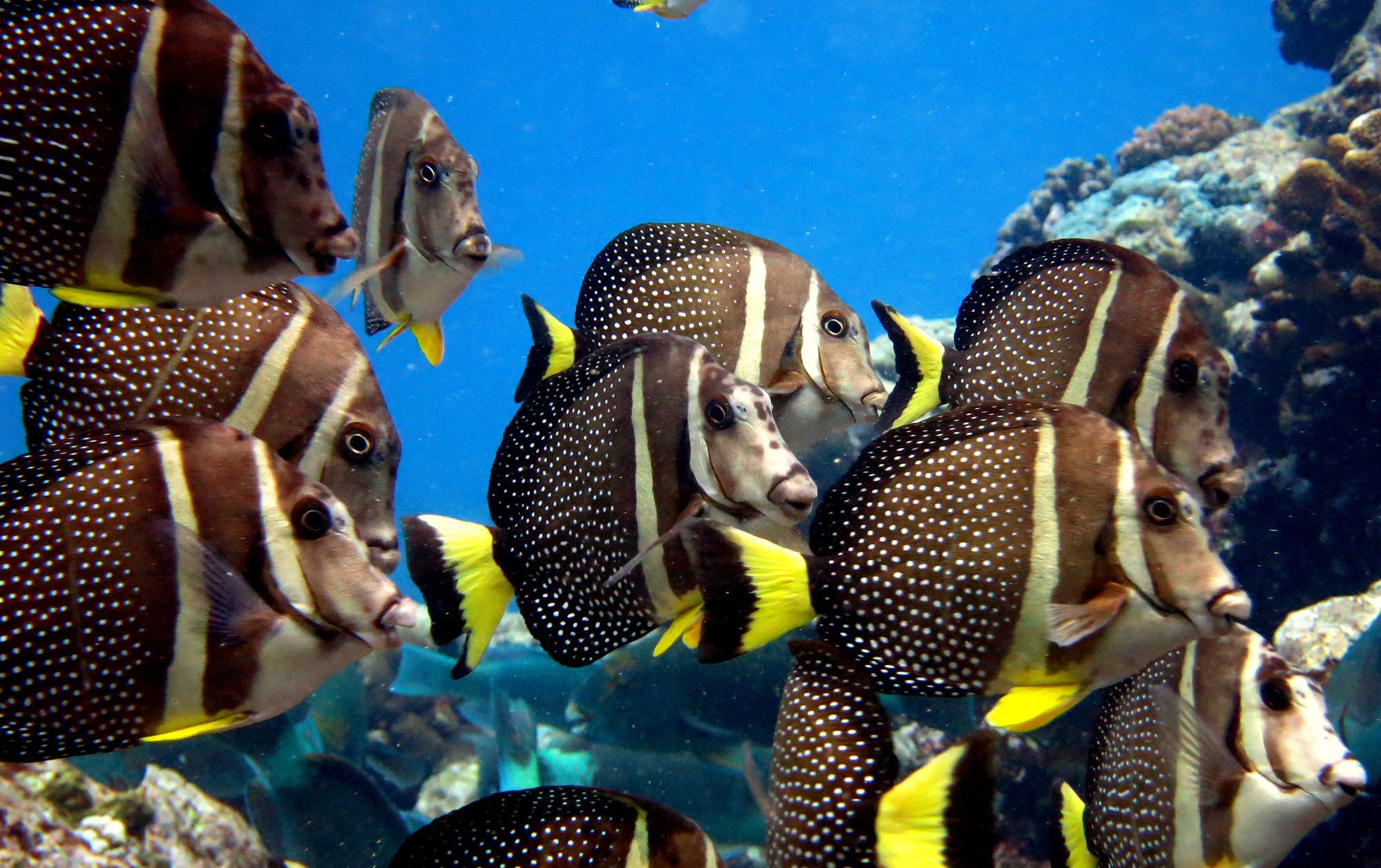